# Пурцхванідзе Шалва Єстатійович
Шалва Єстатійович (Естатійович) Пурцхванідзе (1903, село Сормоні Кутаїської губернії, тепер Цхалтубський муніципалітет, Грузія — ?) — грузинський радянський діяч, шахтар-вибійник шахти імені Сталіна тресту «Ткібулвугілля» Грузинської РСР. Депутат Верховної ради СРСР 2—4-го скликань.

## Життєпис
Народився в селянській родині. Працював у сільському господарстві.
З 1924 року — шахтар-вибійник шахти імені Сталіна тресту «Ткібулвугілля» Грузинської РСР. Брав активну участь у стахановському русі.
Член ВКП(б) з 1928 року.
Подальша доля невідома.

## Нагороди
- два ордени Леніна
- медаль «За трудову доблесть» (17.02.1939)
- медаль «За оборону Кавказу»
- медаль «За доблесну працю у Великій Вітчизняній війні 1941—1945 рр.»
- медалі
- звання «Почесний шахтар»
- звання «Майстер вугілля»